# ハビエル・カステリャーノ
ハビエル・カステリャーノ（Javier Castellano、香港表記:卡素蘭奴、1977年10月23日 - ）は、アメリカ合衆国ニューヨーク地区を拠点とする騎手である。
出身地はベネズエラのマラカイボ。現在はニューヨーク在住。父と伯父は共にヴェネズエラの騎手、兄弟のアベルJr.はフロリダを本拠地にしている騎手で、妻と娘の3人家族。姓はカステラーノまたはキャステラーノ、名はハヴィエルと表記される場合もある。

## 来歴
1996年、ベネズエラで騎手となる。
1997年6月、渡米し、南フロリダを拠点とする。7月31日に渡米後初勝利を挙げた。
2001年、代理人のアドバイスによりニューヨーク地区を本拠地とし、同年ニューヨーク地区6位となり、翌2002年には2位となった。
2003年、北米で1232戦181勝、約950万ドル獲得し賞金15位となり北米のトップジョッキーとして頭角を現す。
2004年、ブリーダーズカップ・クラシックをゴーストザッパーに騎乗して制し、ブリーダーズカップ初騎乗で初勝利を挙げた。同年は1283戦213勝の成績を残した。
2005年、北米で1158戦206勝を挙げる。
2006年、プリークネスステークスをバーナーディニに騎乗して制し、アメリカクラシック競走初勝利を挙げた。また同年の第20回ワールドスーパージョッキーズシリーズ出場のため初来日を果たした。中央競馬初騎乗となった12月3日に阪神競馬場で行われた3歳以上500万下競走では10番人気だったケイアイシャープに騎乗して13着、ワールドスーパージョッキーズシリーズは6ポイントで最下位の14位と散々な結果に終わった。
2008年11月、ジャパンカップへ出走するマーシュサイドと共に2年ぶりに来日したが、マーシュサイドが感冒のためレース前日に出走を取消したため同競走への騎乗が出来なくなり、騎乗せずに帰国した。
2010年11月5日、BCマラソンでプリンスウィルアイアムに騎乗、2位入線するが10着に降着となった。この際の騎乗を巡ってカルヴィン・ボレルと公衆の面前で殴り合いとなり、騎乗停止および罰金の処分を受けた。このため、同月14日に予定していたエリザベス女王杯でのアーヴェイへの騎乗が危ぶまれたが、裁判所に不服申し立てを行った結果、処分保留となって来日が可能となった。なお、エリザベス女王杯は16着に終わった。
2013年、2620万ドルの賞金を稼ぎ、エクリプス賞最優秀騎手を受賞した。
2017年、アメリカ競馬名誉の殿堂博物館入りを果たした。
2023年、メイジとのコンビでケンタッキーダービー初制覇。

## 主な騎乗馬
G1競走優勝馬（騎乗時）
- エクソジェナス（2001年ガゼルステークス、ベルデイムステークス）
- キッケンクリス（2003年セクレタリアトステークス）
- ゴーストザッパー（2003年ヴォスバーグステークス、2004年ウッドワードステークス、ブリーダーズカップ・クラシック、2005年メトロポリタンハンデキャップ）
- ベラミーロード（2004年ウッドメモリアルステークス）
- サイトシーク（2004年ベルデイムステークス）
- サラトガカウンティ（2005年ドバイゴールデンシャヒーン）
- マイトラストリーキャット（2005年ヒューマナディスタフハンデキャップ）
- マスメディア（2005年フォアゴーハンデキャップ）
- バーナーディニ（2006年プリークネスステークス、ジョッキークラブゴールドカップ、2007年トラヴァーズステークス）
- パインアイランド（2006年アラバマステークス、ガゼルステークス）
- ジャンバラヤ（2007年ガルフストリームパークブリーダーズカップターフステークス）
- シルヴァーワゴン（2007年カーターハンデキャップ）
- スカイコンケラー（2007年WRターフクラシック）
- ミスショップ（2007年パーソナルエンスンステークス）
- ビットオブウィムジー（2007年クイーンエリザベス2世チャレンジカップステークス）
- ミュージックノート（2008年マザーグースステークス、コーチングクラブアメリカンオークス、ガゼルステークス）
- レッドロックス（2008年マンノウォーステークス）
- マーシュサイド（2008年カナディアンインターナショナルステークス）
- バックシートリズム（2008年ガーデンシティハンデキャップ）
- コンテスティッド（2012年エイコーンステークス）
- フリントシャー（2016年マンハッタンステークス、ソードダンサーステークス）
- シティオブライト（2018年ブリーダーズカップ・ダートマイル、2019年ペガサスワールドカップ）
- メイジ（2023年ケンタッキーダービー）

重賞競走優勝馬（騎乗時）
- ユーロシルヴァー（2003年ブリーダーズフューチュリティステークス※当時G2）
- クエスト（2003年クラークハンデキャップ）
- レイドカフェ（2005年ヒルプリンスステークス）
- ワンダリンボーイ（2006年ブルックリンハンデキャップ）
- アウトパフォーマンス（2006年ヒルプリンスステークス）
- フリントシャー（2016年ボウリンググリーンハンデキャップ）